# Хадія Хосні
Хадія Хосні Ель Саїд (англ. Hadia Hosny El Said; народилася 30 липня 1988 у м. Каїрі, Єгипет) — єгипетська бадмінтоністка.
Учасниця Олімпійських ігор 2008 в одиночному розряді, посіла 17 місце. У першому раунді перемогла Деяніру Ангуло з Мексики — 2:1. У другому раунді поступилася Петі Неделчевій з Болгарії — 0:2. Учасниця Олімпійських ігор 2012 в одиночному розряді, посіла 33 місце. 
Учасниця чемпіонатів Африки 2004, 2006, 2009.